# Koshantschikovius schusteri
Koshantschikovius schusteri är en skalbaggsart som beskrevs av Vladimir Balthasar 1935. Koshantschikovius schusteri ingår i släktet Koshantschikovius och familjen Aphodiidae. Inga underarter finns listade i Catalogue of Life.